# 灵龙宫
30°04′36.7″N 121°26′56.0″E / 30.076861°N 121.448889°E
灵龙宫是浙江省慈溪市一座清代宗教建筑。建筑位于掌起镇任佳溪村，位于灵绪湖以西，龙廷河以北，西与沙湖庙相邻，为慈溪市境内现存唯一的清代重檐歇山顶建筑。建筑兴建于清道光年间，包含宫门、戏台、大殿以及左右厢房五个建筑单元，为旧时祭祀龙王的场所，1982年5月被列入慈溪县文物保护单位，2023年6月被列入浙江省文物保护单位。